# 近藤郁夫
近藤 郁夫（こんどう いくお、1947年7月28日-2008年9月22日）は、日本の教育学者。

## 略歴
愛知県名古屋市生まれ。1971年京都大学教育学部教育指導卒、同大学院教育学研究科博士課程満期退学。京都芸術短期大学講師、助教授、愛知県立大学文学部児童教育学科助教授、愛知県立女子短期大学教授。妻は近藤直子。

## 著書
- 『教育実践 人間的呼応の営み』三学出版 2000
- 『御池岳・憧 僕の心模様 写真集』みずほ出版 2004

### 共編著
- 『中学生-いまを生きる 思春期の悩みと学びの協同化』関誠共著 明治図書出版 「新版学級集団づくり入門」実践シリーズ 1995
- 『子育て・父親にできること』坂本光男共著 労働旬報社 家庭と学校をつなぐ本 1997
- 『心を抱く 子どもたちの新たな「荒れ」が大人たちを困惑させている』森崎照子共著 ひとなる書房 1999
- 『親子で語る保育園っ子が20歳になるまで 超忙し母さん夢見る父さんのマイウェイ子育て』近藤直子, 近藤暁夫共著 ひとなる書房 2001
- 『教師の仕事を楽にするかんたん48の(秘)指導法』志賀廣夫共編著 民衆社 2001
- 『できる先生のトラブル解決法 どんな親でもこれなら納得!!』志賀廣夫共編著 民衆社 2003

## 論文
- Cinii